# Fête des Rouaisouns

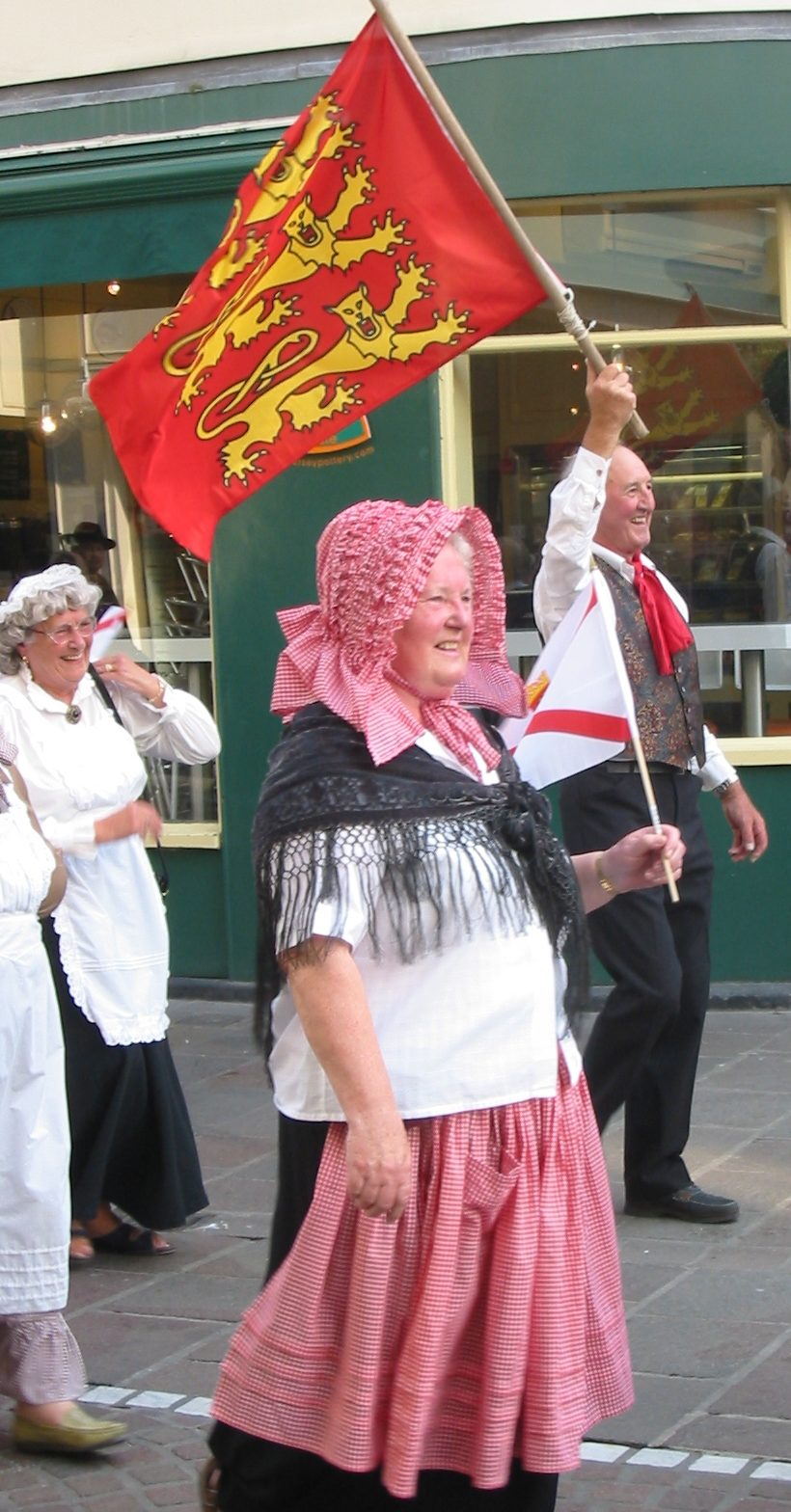
Des participants de la fête 2005 dans les rues de Saint-Hélier

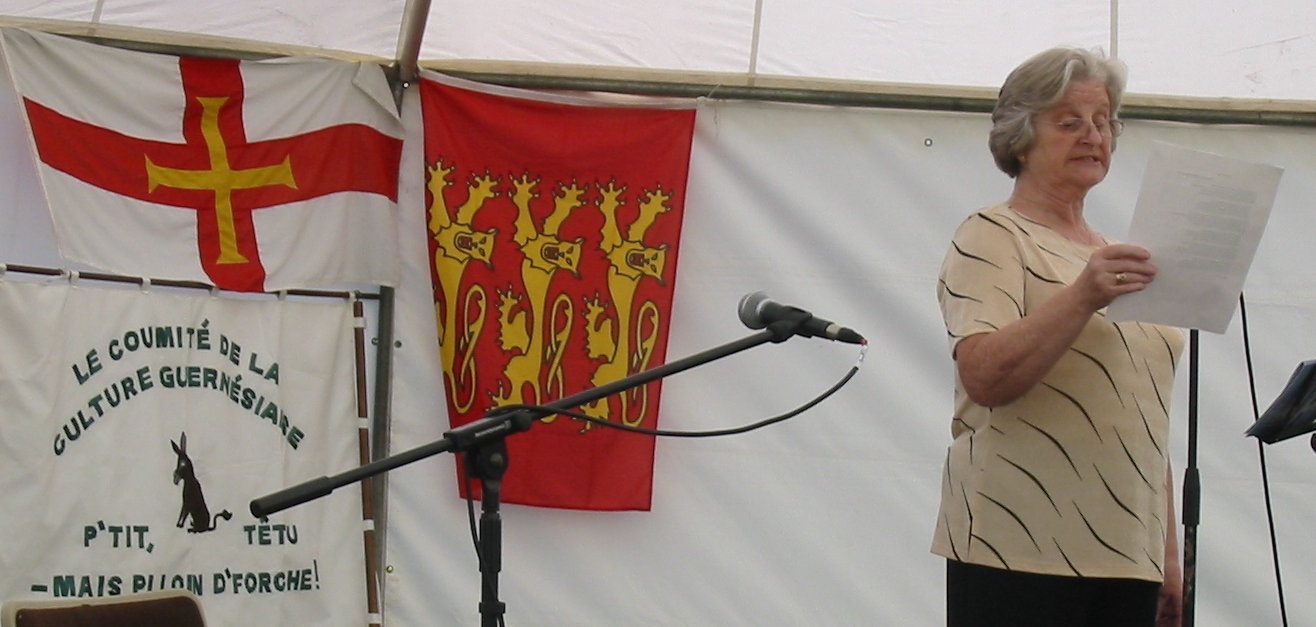
La fête des Rouaisouns Nouormandes 2008.

La Fête des Rouaisouns est une fête consacrée à la célébration de la langue et de la culture normandes.
La Fête des Rouaisouns offre des animations de musique, de danses, de chants et de lectures en langue normande, des expositions de photographies, de livres et d’artisanat et des activités où figurent les costumes, la cuisine de Normandie continentale et insulaire à l’usage de toutes les communautés d’expression normande (Normandie continentale, Jersey et Guernesey).

## Histoire
La Fête des Rouaisouns a été conçue par le journaliste Jean Margueritte et l’association Montebourg-Guernesey en 1998. Elle fait suite, en quelque sorte à l'ancien « Souper des Vikings » qu'organisait l'abbé Marcel Lelégard (+1994) dans la salle des plaids du château de Pirou (Cotentin) jusqu'en 1994 et inspiré de Louis Beuve (+1949), poète normand.
Le nom normand de Rouaisouns, ou rouvaisons, ou rovaisons, est attesté anciennement en Normandie. Il signifie rogations. C'est pourquoi la fête des Rouaisouns est habituellement organisée au mois de mai.
Depuis 2012, le groupe musical des Badlabecques y interprète des chansons en langue jersiaise.

## Lieux
La Fête des Rouaisouns a lieu alternativement sur le continent, à Jersey et à Guernesey.
| Édition | Pays      | Ville, département                |
| ------- | --------- | --------------------------------- |
| 1998    | France    | Montebourg, Manche                |
| 1999    | Jersey    |                                   |
| 2000    | Guernesey |                                   |
| 2001    | France    | Coutances, Manche                 |
| 2002    | Jersey    |                                   |
| 2003    | Guernesey |                                   |
| 2004    | France    | Bayeux, Calvados                  |
| 2005    | Jersey    |                                   |
| 2006    | Guernesey |                                   |
| 2007    | France    | Bricquebec, Manche                |
| 2008    | Jersey    |                                   |
| 2009    | Guernesey |                                   |
| 2010    | France    | Fontaine-le-Bourg, Seine-Maritime |
| 2011    | Jersey    |                                   |
| 2012    | Guernesey |                                   |
| 2013    | France    | Quettehou, Manche                 |
| 2014    | Jersey    |                                   |